# 劉碧良
劉碧良，中華民國（台灣）政治人物，曾任苗栗縣議會第八、九屆議員，並擔任第九屆副議長、第一屆第三、四、五次增額立法委員、立法院秘書長、行政院南部聯合服務中心執行長。